# Imposition des plus-values latentes lors du transfert par les contribuables de leur domicile fiscal hors de France
L'imposition des plus-values latentes lors du transfert par les contribuables de leur domicile fiscal hors de France, ou « exit tax », est un dispositif fiscal français dont l'objectif est de lutter contre l'évasion fiscale en dissuadant les entrepreneurs implantés en France de délocaliser leurs activités pour des raisons fiscales.

## Principe
En 2011, le montant en action devait être d'un minimum de 1,3 million d'euros à la création du dispositif en 2011. Ce montant passe à 800 000 en 2014.

## Historique

### Mise en place
L'exit tax a été introduite en 2011 sous le mandat de Nicolas Sarkozy. Une première version avait été votée en 1998, mais celle-ci avait été jugée non conforme par la Cour de justice des communautés européennes.

### Suppression
Emmanuel Macron annonce finalement sa suppression en 2018, lors d'un entretien accordé à Forbes. Mais face aux critiques, les députés de la majorité choisissent de la modifier en profondeur plutôt que de la supprimer totalement.
Le coût de la suppression d'une telle mesure ne fait pas l'unanimité au sein de la classe politique. Un haut fonctionnaire de Bercy avance la somme de six milliards d'euros, faisant référence à la somme totale qui pourrait être déboursée si toutes les personnes concernées par l'exit tax vendaient leurs actions. Selon le second gouvernement Édouard Philippe, la taxe rapporterait « une dizaine de millions d'euros par an ». La députée Anne Genetet (LREM) avance le chiffre de 63 millions d'euros de recettes entre 2011 et 2018.